# کوون سو-هیون (بازیکن هاکی روی چمن)
کوون سو-هیون (انگلیسی: Kwon Soo-hyun؛ زادهٔ ۲۳ فوریهٔ ۱۹۷۴) بازیکن هاکی روی چمن اهل کره جنوبی بود.
از افتخارات وی میتوان به کسب مدال نقره در بازی‌های المپیک تابستانی ۱۹۹۶ اشاره‌کرد.